# Rugby San Donà 2014-2015

## Eccellenza 2014-15

### Stagione regolare
| Incontro               | Andata | Ritorno |
| ---------------------- | ------ | ------- |
| Mogliano — San Donà    | 16-16  | 30-31   |
| San Donà — Rovigo      | 19-15  | 17-52   |
| Viadana — San Donà     | 28-6   | 20-33   |
| San Donà — I Cavalieri | 52-5   | 35-20   |
| Calvisano — San Donà   | 39-3   | 35-24   |
| San Donà — Fiamme Oro  | 16-23  | 20-22   |
| Petrarca — San Donà    | 9-15   | 22-19   |
| L’Aquila — San Donà    | 27-49  | 19-35   |
| San Donà — S.S. Lazio  | 17-16  | 33-20   |

#### Risultati della stagione regolare
| Posizione | G  | V  | N | P | PF  | PS  | DP  | B | Pt |
| --------- | -- | -- | - | - | --- | --- | --- | - | -- |
| 5ª        | 18 | 10 | 1 | 7 | 440 | 418 | +22 | 8 | 50 |

## Trofeo Eccellenza 2014-15

### Prima fase

#### Girone B
| Incontro            | Risultato |
| ------------------- | --------- |
| San Donà — Petrarca | 24-41     |
| Mogliano — San Donà | 31-3      |

#### Risultati del girone B
| Posizione | G | V | N | P | PF | PS | DP  | B | Pt |
| --------- | - | - | - | - | -- | -- | --- | - | -- |
| 3ª        | 2 | 0 | 0 | 2 | 27 | 72 | -45 | 0 | 0  |